# Eva Stellby
Eva Stellby, född 21 november 1936 i Engelbrekts församling i Stockholm, är en svensk skådespelare. 

## Filmografi
- 2001 - Gustav III:s äktenskap
- 2001 - Blå måndag
- 2001 – Återkomsten (TV-serie)
- 2000 - Skärgårdsdoktorn (TV-serie gästroll)
- 1999 - Stora & små Mirakel
- 1999 – Dödsklockan
- 1996 - Jerusalem
- 1992 - Hassel – Botgörarna
- 1991 - Il Capitano
- 1977 - Älgräddarna
- 1964 - Älskande par

## Teater

### Roller (ej komplett)
| År   | Roll | Produktion                            | Regi           | Teater                    |
| ---- | ---- | ------------------------------------- | -------------- | ------------------------- |
| 1961 |      | De löjliga preciöserna Molière        | Bernhard Krook | Parkteatern               |
| 1976 |      | Hemmet Kent Andersson och Bengt Bratt | Ulf Andrée     | Uppsala-Gävle Stadsteater |